# Lars og Peter
|  | Denne artikel er oprettet af botten PalnaBot ud fra en ekstern database. Den kan derfor have sproglige fejl eller mangler. Denne skabelon kan fjernes efter kontrol af indholdet. |

Lars og Peter er en kortfilm instrueret af Daniel Joseph Borgman efter manuskript af Daniel Joseph Borgman.